# Huelva
Huelva [ˈwelβa] ist die Hauptstadt der Provinz Huelva im Südwesten Andalusiens mit 143.290 Einwohnern (Stand: 2024).
Die Stadt ist, im Gegensatz zu den anderen Küstenstädten Andalusiens, kaum touristisch geprägt. Größter Arbeitgeber ist das Chemie-Industrie-Gebiet im Osten der Stadt.

## Namensherkunft

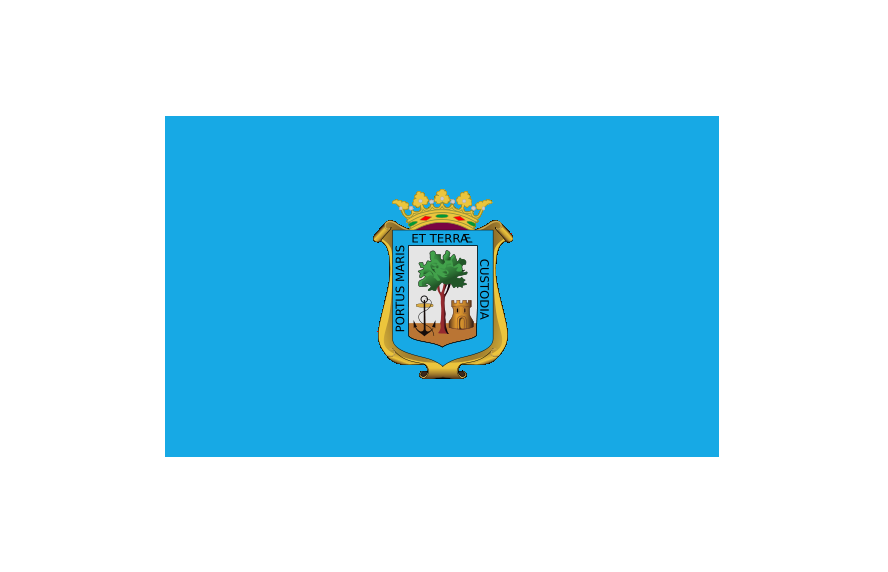
Flagge der Stadt Huelva

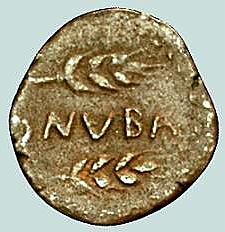
Römische Münze mit der Aufschrift „Onuba“

Die älteste Namensüberlieferung Onuba stammt von den Phöniziern und ist somit etwa 3000 Jahre alt. Der Hintergrund des Wortes ist wahrscheinlich die Verbindung von Onos Baal (Stärke Baals). Noch heute kann man daraus die spanische Bezeichnung für Huelvaner oder aus Huelva stammend Onubense ableiten. Die Griechen behielten den Namensstamm bei und glichen es zu Ὄνοβα an. Unter den Römern wurde Onoba Aesturia Teil der Provinz Baetica. Durch die Diphthongierung des anlautenden /O/ zu /Hue/ und der Assimilation des /n/ an den vorhergehenden Vokal zu /l/ wurde aus Onuba der heutige Name Huelva. Schon die Mauren kannten die Stadt unter diesem Namen, den sie gewöhnlich als Walbah wiedergaben. Andere Quellen sprechen von Gaelbah und Umba. Die Einwohner Huelvas werden als huelveños oder häufiger als onubenses bezeichnet.

## Geographie und Natur

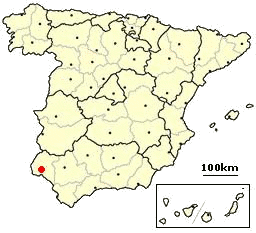
Lage der Stadt Huelva in Spanien

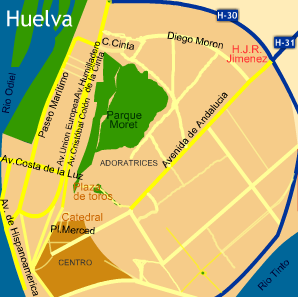
Stadtplan Huelva

Die Stadt liegt am vier Kilometer breiten Mündungstrichter des Odiel und des Río Tinto, die sich hier in den Atlantischen Ozean ergießen. Es herrscht ein besonders mildes Klima vor.
Zum Stadtgebiet gehört auch der 7000 ha große Naturpark Marismas del Odiel, mit den Schutzgebieten Reserva del Burro und Reserva de la Isla de Enmedio. Viele Vogelarten haben dort Nistplätze.

### Klima
|                        | Jan  | Feb  | Mär  | Apr  | Mai  | Jun  | Jul  | Aug  | Sep  | Okt  | Nov  | Dez  |   |      |
| Mittl. Temperatur (°C) | 11,0 | 12,4 | 14,7 | 16,1 | 19,2 | 22,8 | 25,8 | 25,8 | 23,4 | 19,5 | 14,9 | 12,3 | ⌀ | 18,2 |
| Mittl. Tagesmax. (°C)  | 16,2 | 17,8 | 20,7 | 22,0 | 25,2 | 29,0 | 32,7 | 32,4 | 29,4 | 24,9 | 20,0 | 16,9 | ⌀ | 24   |
| Mittl. Tagesmin. (°C)  | 5,9  | 7,0  | 8,8  | 10,3 | 13,2 | 16,6 | 18,9 | 19,1 | 17,3 | 14,1 | 9,8  | 7,6  | ⌀ | 12,4 |
|                        |      |      |      |      |      |      |      |      |      |      |      |      |   |      |
| Niederschlag (mm)      | 71   | 50   | 38   | 48   | 29   | 8    | 3    | 4    | 26   | 68   | 79   | 99   | Σ | 523  |
|                        |      |      |      |      |      |      |      |      |      |      |      |      |   |      |
| Sonnenstunden (h/d)    | 5,3  | 6,1  | 7,4  | 8,5  | 9,5  | 11,4 | 11,8 | 11,0 | 8,9  | 6,8  | 5,9  | 4,9  | ⌀ | 8,1  |
|                        |      |      |      |      |      |      |      |      |      |      |      |      |   |      |
| Regentage (d)          | 7,1  | 5,5  | 4,3  | 6,0  | 3,8  | 1,1  | 0,2  | 0,4  | 2,4  | 6,4  | 6,3  | 7,9  | Σ | 51,4 |
|                        |      |      |      |      |      |      |      |      |      |      |      |      |   |      |
| Luftfeuchtigkeit (%)   | 77   | 74   | 68   | 65   | 62   | 57   | 51   | 55   | 61   | 69   | 73   | 78   | ⌀ | 65,8 |

| 5,9 |

| 7,0 |

| 8,8 |

| 10,3 |

| 13,2 |

| 16,6 |

| 18,9 |

| 19,1 |

| 17,3 |

| 14,1 |

| 9,8 |

| 7,6 |

| 5,9 |

| 7,0 |

| 8,8 |

| 10,3 |

| 13,2 |

| 16,6 |

| 18,9 |

| 19,1 |

| 17,3 |

| 14,1 |

| 9,8 |

| 7,6 |

Im Oktober 2005 traf in der Nähe von Huelva mit Hurrikan Vince zum ersten Mal seit 1842 ein Hurrikan auf die iberische Halbinsel. Da es sich jedoch um einen kleinen, schwächeren Hurrikan handelte, gab es keine Toten oder Verletzten.

## Geschichte
Archäologische Funde aus Huelva und Umgebung belegen, dass vermutlich bereits ab dem späten 10., zumindest aber seit dem frühen 9. Jahrhundert v. Chr. Handelskontakte mit den Phöniziern bestanden und es wird sogar vermutet, dass an diesem Ort Tartessos lag. Aus der Zeit zwischen ca. 900 und 770 v. Chr. wurden bei Ausgrabungen ab 1998 in der Nähe der Plaza de las Monjas neben Gegenständen aus Silber, Kupfer, Eisen, Elfenbein und Stein auch viele Tausende Fragmente von Tongefäßen gefunden. Von Letzteren ist nur ein kleiner Teil – rund 8.000 – katalogisiert worden. Unter diesen waren über 3.000 Keramikfragmente phönizischer Art, aber auch 33 Exemplare griechisch-geometrischer Keramik kamen ans Licht. Daneben wurden noch vereinzelte Scherben aus Zypern und Sardinen gefunden. Zwar sind indigene Funde am häufigsten, aufgrund des hohen Anteils phönizischer Waren wird aber angenommen, dass Huelva ein sehr frühes phönizisches Emporion war. Unter den Karthagern und Römern, die mit dem Abbau von Erzvorkommen begannen, war es eine blühende Stadt. Unter den Westgoten und Arabern, von denen die Stadt 1257 durch Alfonso X, dem Weisen, zurückerobert wurde, kam die Stadt zum Stillstand.
Die Entwicklung der Stadt fand erst in der jüngsten Zeit statt; noch im Jahr 1880 zählte sie erst 13.000 Einwohner. Ihren Aufschwung verdankt sie den Mineralvorkommen am Rio Tinto (Minas de Riotinto) und in Minas de Tharsis (Kupfer, Eisen, Schwefel und Mangan).
Von Huelva aus stach Christoph Kolumbus in Richtung Amerika in See.
Es sind nur wenige historische Denkmäler erhalten geblieben, beispielsweise der römische Aquädukt, der noch heute die Stadt mit Wasser versorgt.

### Das Erdbeben von Lissabon
Am 1. November 1755 um 10:00 Uhr ereignete sich ein schweres Erdbeben (Stärke 8,5 auf der Richterskala), mit dem Epizentrum nahe Lissabon. Das Beben dauerte ca. sechs Minuten und zerstörte große Teile der Iberischen Halbinsel. In Huelva starben acht Menschen und ein Großteil der Bebauung wurde zerstört, darunter auch das Kloster La Merced, die Kirche San Pedro, die Konzeptions-Kirche und die Burg. Insgesamt waren die Schäden dermaßen groß, dass man von einem Neuaufbau der Stadt sprechen kann.

### Der britische Einfluss 1873–1954
Seit dem letzten Viertel des 19. Jahrhunderts wandelte sich die Stadt zu einer kleinen britischen Kolonie. Grund dafür war die Erlaubnis der spanischen Regierung im Jahre 1873, dass die Minen von Riotinto wirtschaftlich durch die Rio Tinto Company Limited erschlossen und genutzt werden dürfen. Dadurch ausgelöst begannen die Stadt und ihre Infrastruktur zu wachsen, und aus dem verschlafenen kleinen Dorf wurde eine moderne Industriestadt des 19. Jahrhunderts.

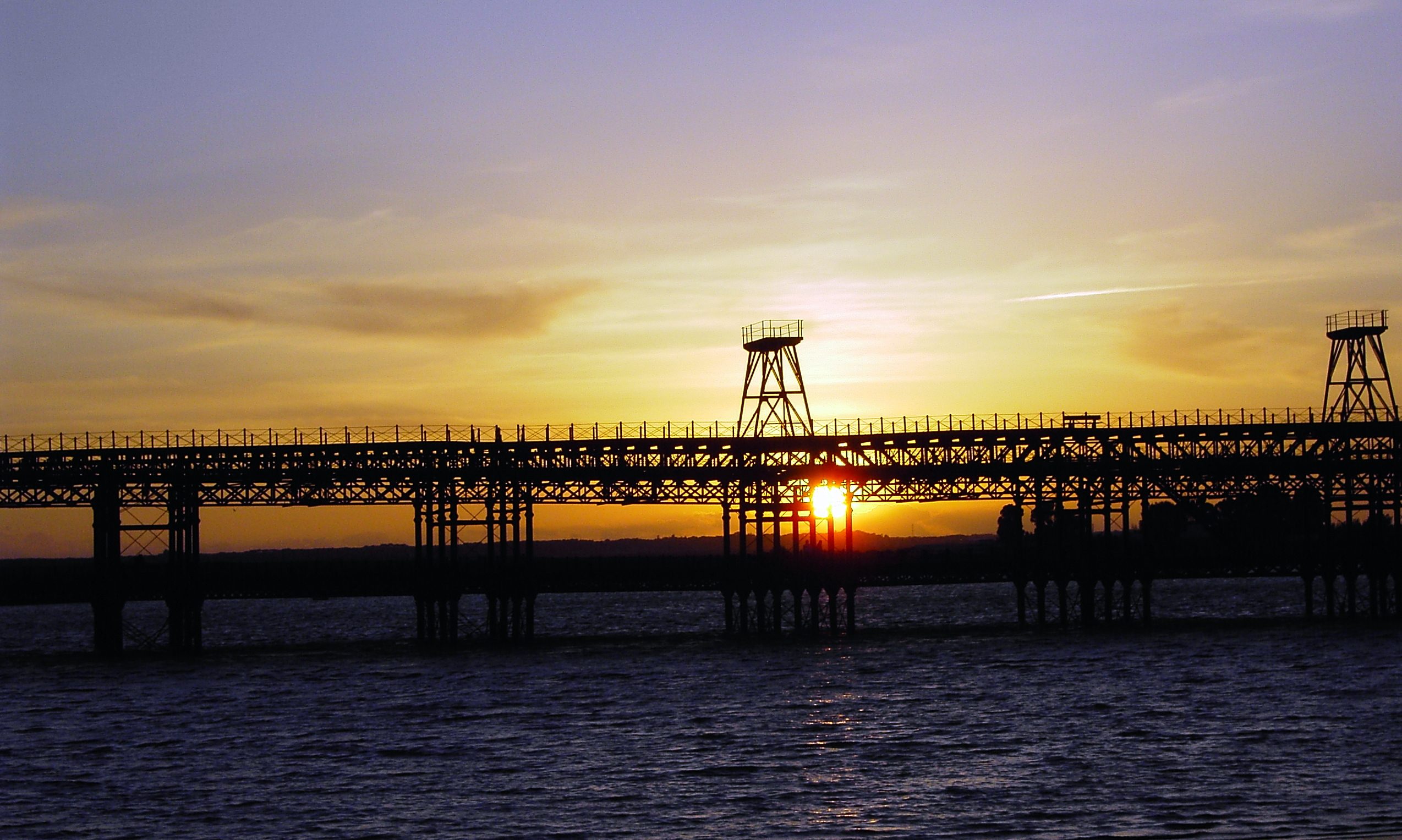
Verladekai

Unter den Neubauten waren zum Beispiel Bahnanlagen mit dem noch heute existierenden Bahnhof und ein Verladekai im Hafenbecken (siehe Bild). Der Anschluss an das Bahnnetz ermöglichte die Ankunft von neuen Arbeitern (vor allem aus Andalusien, Extremadura und Galicien) und eine Expansion der Stadt. Die Stadtteile Las Colonias und El Matadero entstanden nahe der Sumpfgebiete (Marisma). Aufgrund der Entwicklung veränderte sich das Stadtbild erheblich. Zeugnisse dieser Zeit sind das Casa Colón (1880 erbaut) und das Barrio Reina Victoria (1914). Seit der Verstaatlichung der Bergbaugesellschaft (1954) und der Bergbaukrise der letzten Jahrzehnte ist heute diese Epoche in der Stadt und der Provinz Huelva großenteils Vergangenheit.
Die Briten brachten auch den Fußball mit nach Spanien, was 1889 zur Gründung des ersten Fußballvereins – Recreativo Huelva – in Spanien führte.

## Politik und Verwaltung

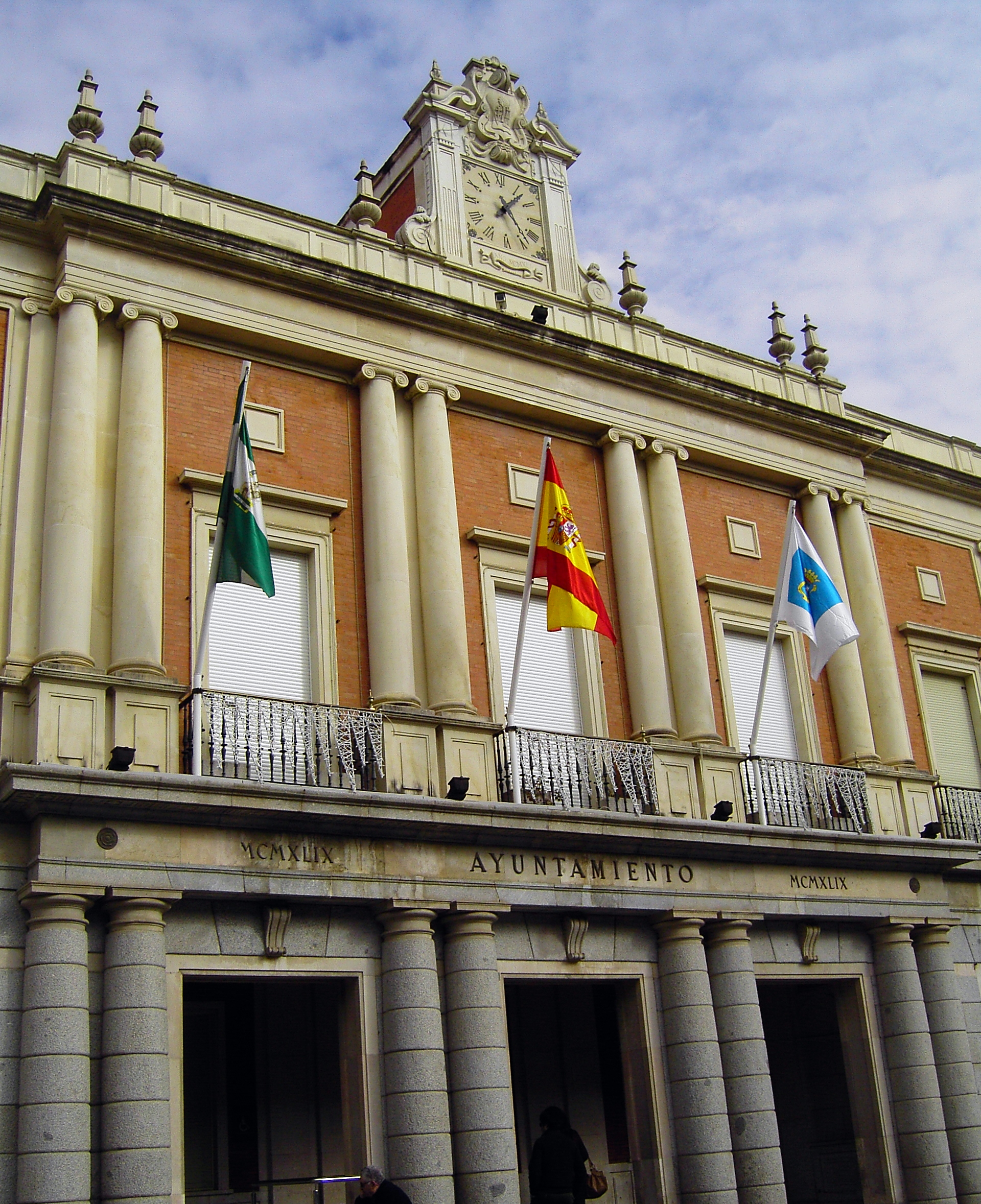
Rathaus (Baujahr 1949)

In der Stadt sind zwei Verwaltungen mit unterschiedlichen Niveaus an Kompetenzen und Zuständigkeiten angesiedelt:
1. Die Provinzverwaltung der Provinz Huelva, mit ihrem Vorsitzenden Doña Petronila Guerrero (PSOE), zuständig für die Verwaltung und Organisation der Provinz-Angelegenheiten, sowie die Koordination der Gemeinden in der Provinz. Mit Sitz an der Avenida Martín Alonso Pinzón (Grand Vía) im Stadtzentrum (wird derzeit renoviert (Stand: Januar 2008)).
2. Die Stadtverwaltung der Stadt Huelva, welche für die Verwaltung der öffentlichen Angelegenheiten der Stadt zuständig ist. Vorsitzender ist der Bürgermeister, seit der Gemeindewahl 1995 Pedro Rodríguez González (PP).

Aus der Gemeindewahl 2007 ergibt sich folgende Sitzverteilung im Rathaus der Stadt:
Volkspartei PP: 15 Sitze.
Spanische Sozialistische Arbeiterpartei PSOE: 10 Sitze.
Vereinigte Linke IU: 2 Sitze.

### Liste der Bürgermeister seit 1979
| Bürgermeister            | Partei | Von  | Bis  |
| ------------------------ | ------ | ---- | ---- |
| José Antonio Marín Rite  | PSOE   | 1979 | 1988 |
| Juan Ceada               | PSOE   | 1988 | 1995 |
| Pedro Rodríguez González | PP     | 1995 | 2015 |
| Gabriel Cruz Santana     | PSOE   | 2015 |      |

## Demografie
Huelva hat eine Einwohnerzahl von 141.854 Personen (Stand 1. Januar 2022).
Die Bevölkerungsentwicklung in der Vergangenheit zeigt vor allem eine starke Zunahme ab Zeitpunkt der Eröffnung der Minen im 19. Jahrhundert und dem Bau der Chemieanlagen in den 1960er-Jahren.
Im Jahre 1787 hatte die Stadt 5.377 Einwohner, 1857 8.519. Ende der 1880er Jahre begann dann der starke Bevölkerungsanstieg. 1887 erreichte man mit 18.195 eine Verdopplung in nur 30 Jahren. In den ersten Jahren des 20. Jahrhunderts stieg die Zahl auf 21.359 Einwohner, vierzig Jahre später bereits 56.427. Im Jahr 1960 wurden 74.384 Personen registriert, zehn Jahre später, als die ersten Chemiefabriken errichtet worden waren, 96.689. Ein weiterer Anstieg der Bevölkerung folgte. 127.806 Einwohner im Jahr 1981 und 144.479 im Jahr 1991.

## Wirtschaft

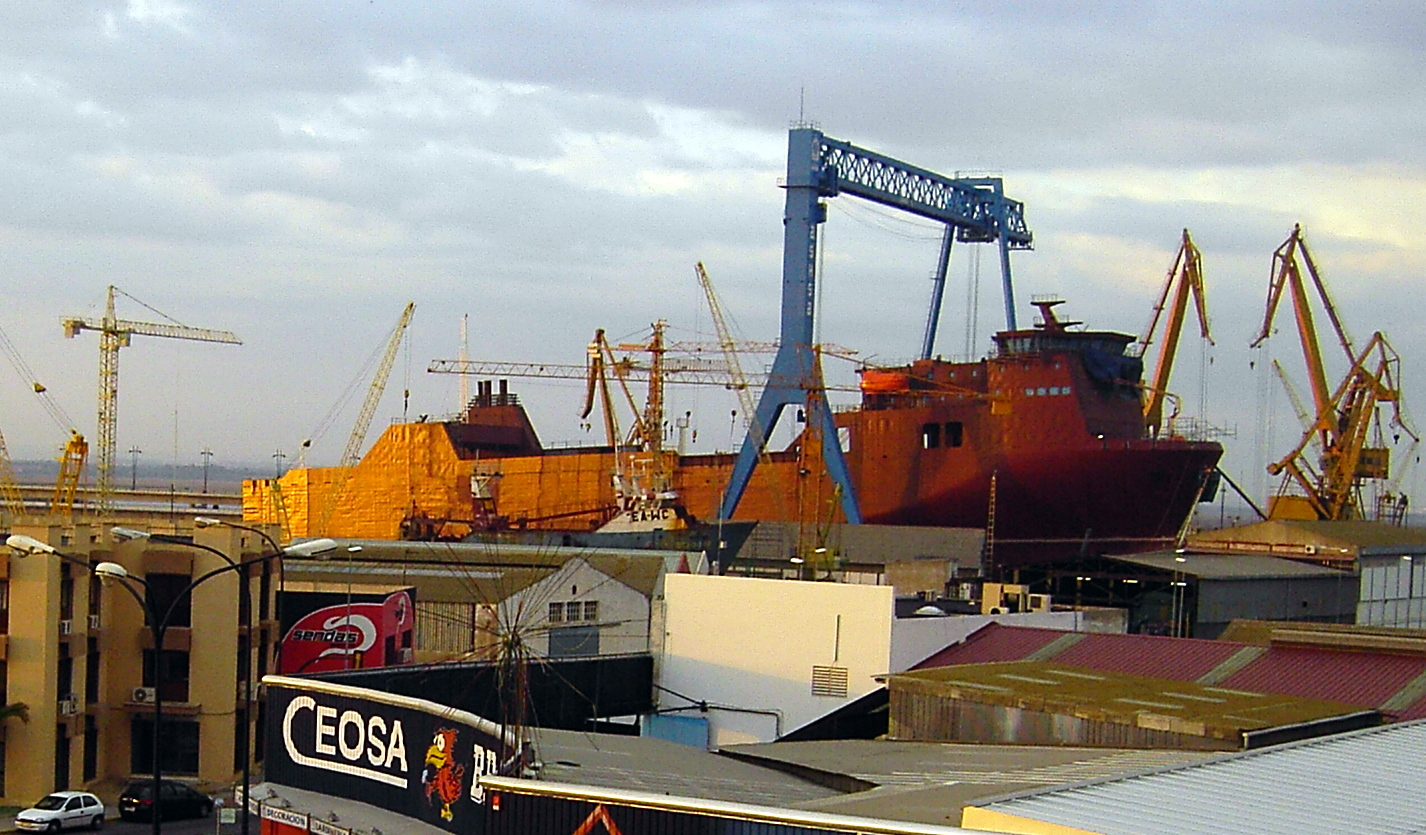
Der Hafen

Die wirtschaftliche Aktivität der Stadt ist eng verbunden mit der Chemie-Industrie, der Fischerei und dem Dienstleistungssektor.

### Primärsektor
Die Fischereiprodukte der Stadt werden in ganz Spanien verkauft.
Vorwiegend bringen die Fischerboote Gambas, Hummer und Langusten ans Land. Neben diesen Produkten höherer Qualität werden auch Dorade, Brasse, Thunfisch und Scholle gefischt.
Die Region rund um Huelva ist Europas größter Produzent für Erdbeeren. Außerdem leben viele Bauern vom Anbau von Zitronen, Orangen und von der Viehzucht.

### Sekundärsektor
Die Chemieanlagen nahe der Stadt (genauer in Palos de la Frontera) sind unübersehbar. Abhängig von der Windrichtung kommt es häufig (aufgrund der Hauptwindrichtungen häufiger im Winter) zu Geruchsbelästigungen durch die Papierfabrik.
Man sagt, die Krebsrate in Huelva sei die höchste in Spanien, einen Zusammenhang mit der Umweltverschmutzung konnte bisher jedoch nicht erwiesen werden. Östlich der Stadt gibt es große Felder mit Phosphor-Gips-Ablagerungen. Die Qualität des Trinkwassers wird je nach Quelle als schwermetallbelastet und hochgefährlich oder völlig in Ordnung angegeben. Die Betriebserlaubnis der Chemieanlagen sollen nach einem Beschluss der Politik in einigen Jahren nicht mehr verlängert werden. Doch selbst die Gewerkschaften laufen dagegen Sturm, da es sich um den größten Arbeitgeber der Region handelt.
Zu den Betreibern der Chemiefabriken gehören unter anderem Atlantic Copper, Air Liquide, Fertiberia und Fertinagro. Die ENCE Energía y Celulosa betreibt im Ort zwei große Biomassekraftwerke mit 50 MW und 40 MW Leistung.

### Tertiärsektor
Innerhalb des Dienstleistungssektors spielt der Tourismus traditionell eine für Andalusien ungewöhnlich untergeordnete Rolle in Huelva. In den letzten Jahren jedoch stiegen die Besucherzahlen kontinuierlich, nicht zuletzt da die Umweltverschmutzungen der Chemieindustrie seit dem Eintritt Spaniens in die EU stark zurückgegangen sind. Des Weiteren hat sich in Huelva eine Art „Industrietourismus“ etabliert. Der Umbau des Casa Colon zum Kongresszentrum, der Aufbau der Universität sowie das alljährlich stattfindende Filmfestival sind weitere Anziehungsgründe, vor allem für Geschäftsreisende. Des Weiteren setzte die Stadt seit einiger Zeit auf das neue Motto „Huelva, la capital del Atlántico“ (Huelva, die Hauptstadt des Atlantiks), um auf die Geschichte der Stadt, die eng mit dem Meer und der Entdeckung Amerikas verbunden ist, aufmerksam zu machen.

## Infrastruktur
Das Stadtbild Huelvas wirkt durch die breiten Straßen, die hohen Häuser und die großen Parkanlagen sehr modern.

### Verkehr

#### Schienenverkehr

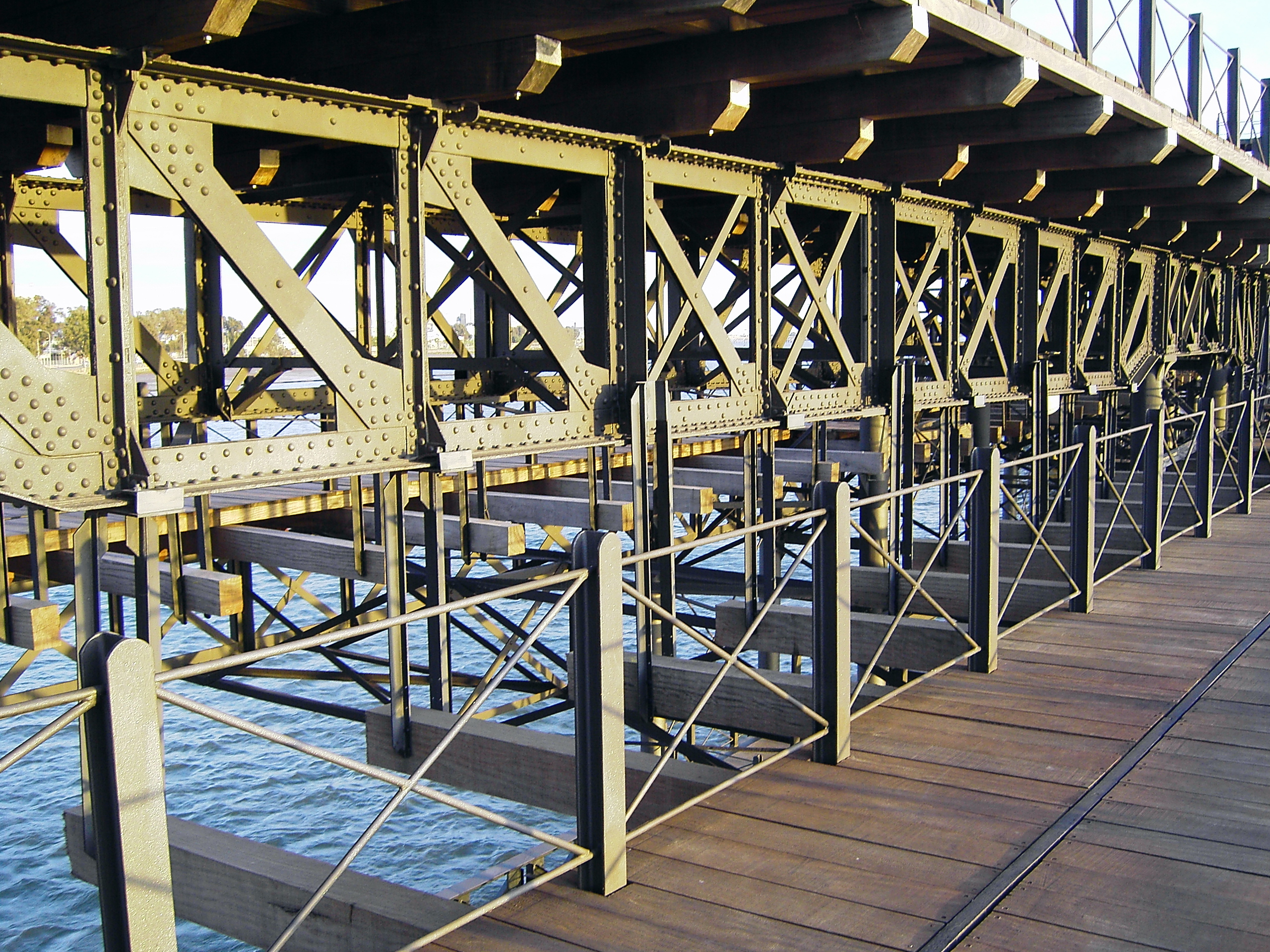
Der alte Verladepier „Muelle de Riotinto“

Huelva besitzt einen Bahnhof, von dem aus der Zug Altaria einmal täglich die Hauptstadt Madrid bedient. Außerdem bestehen Regionalzugverbindungen nach Sevilla und nach Zafra, die jeweils dreimal täglich bedient werden. Eine Anbindung an das spanische Hochgeschwindigkeitsnetz AVE ist geplant, scheitert aber daran, dass man dazu durch den Nationalpark Doñana bauen müsste. Früher gab es eine Bahnverbindung über Ayamonte nach Portugal (dort Linha do Algarve), welche aber stillgelegt und abgebaut ist.
Der Bahnhof wird auch „Estación de Sevilla“ (Bahnhof von Sevilla) genannt, da es bis vor einigen Jahren in Huelva zwei Bahnhöfe gab, die jeweils nach ihrer Richtung benannt wurden. An der Stelle des ehemaligen Bahnhofs „Zafra“ befinden sich heute ein Stadtteil und der Busbahnhof mit selbigen Namen. Durch eine neue Querverbindung nördlich der Stadt wird die Linie Huelva–Zafra in den heutigen Bahnhof eingeführt.
Der Bahnhof und die Gleisanlagen wurden früher zum Verladen von Rohstoffen auf Hochseeschiffe verwendet. Einige Zeugnisse davon sind auf dem Stadtplan zu erkennen. Ein alter Verlade-Pier ist für Fußgänger zugänglich gemacht.
In der öffentlichen Diskussion taucht seit einigen Jahren die Idee eines Straßenbahn-Konzepts auf. Konkrete Umsetzungspläne gibt es bisher jedoch nicht.

#### Busverkehr
Huelva besitzt ein öffentliches Bussystem, welches aus 9 Linien, die meisten Ringlinien, besteht. Eine Einzelfahrt kostet 1,10 Euro, mit einem Prepaid-System („Bono-Bus“) bekommt man 10 Fahrten für 6,50 Euro. Ein Umsteigen ist dabei allerdings nicht erlaubt. Die Busse verkehren von ca. 7:00 Uhr bis ca. 22:30 Uhr. An den Haltestellen sind keine Fahrpläne ausgehängt, die Busse verkehren jedoch zur Hauptverkehrszeit in einem 10- bis 15-Minuten-Takt. Die Verkehrsgesellschaft EMTUSA ist für den Betrieb der 37 Busse verantwortlich, wovon nach Fahrplan 35 zur Spitzenstunde im Einsatz sind.
Die Firma Damas bietet ein gutes Netz an Regionalbussen an. Vom Busbahnhof in der Innenstadt lassen sich viele Ziele günstig erreichen. Dabei werden einige Ziele, beispielsweise Sevilla (8,62 Euro), Punta Umbría (1,55 Euro), im Stundentakt angefahren.

#### Hafen
Der Hafen von Huelva ist der Fläche nach der zweitgrößte Hafen des Landes, nach Barcelona. Er gliedert sich in zwei Hauptbereiche: Der Innenhafen (Puerto Interior) und der größere Außenhafen (Puerto Exterior), der genau genommen zu großen Teilen auf dem Gemeindegebiet von Palos de la Frontera liegt.

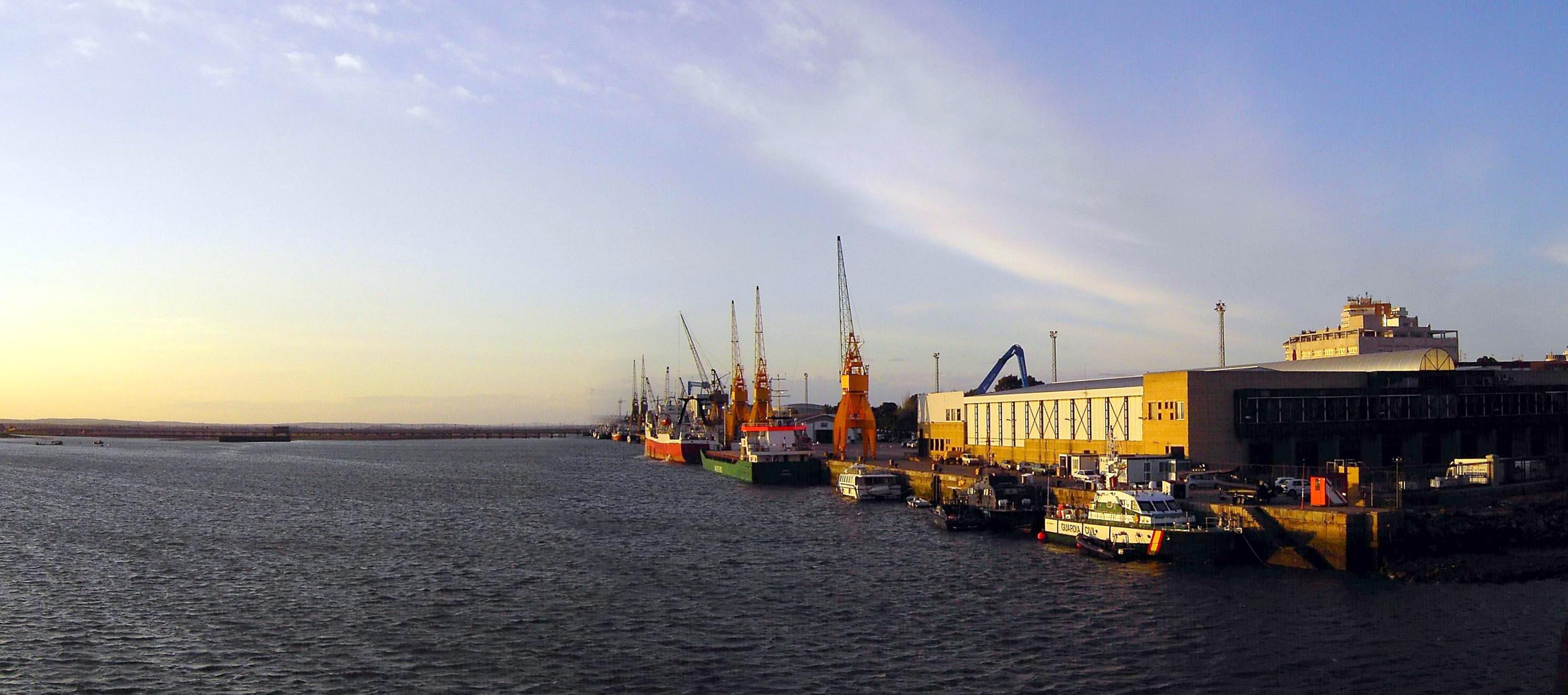
Der Innenhafen von Huelva

Der Innenhafen befindet sich am Unterlauf des Odiel und besteht hauptsächlich aus dem Kai des Ostwindes (Muelle de Levante), der aus dem Jahre 1972 stammt und die damaligen Hafeneinrichtungen aus dem ersten Jahrzehnt des 20. Jahrhunderts ersetzte. Aufgrund seiner zentralen Lage in der Stadt und dem geringen Tiefgang (lediglich 6 m) haben sich hier vor allem Fischereibetriebe angesiedelt. Darüber hinaus gibt es eine Anlegestellen von Behörden (Guardia Civil und Küstenwache). Des Weiteren gibt es den Kai der Boote (Muelle de las Canoas), von wo aus im Sommer eine Fähre in Richtung Punta Umbría ablegt. Etwas weiter im Norden befinden sich die Werften von Huelva (Astilleros), die traditionell Fischerboote herstellen. Am südlichen Ende befindet sich ein weiteres großes Industriegebiet mit Hafenanlagen, das vom Stadion bis zur Kolumbusstatue reicht. Der Außenhafen von Huelva wurde im Jahre 1965 gebaut und komplettiert die ebenfalls aus dieser Zeit stammende Industrieanlage. Er beginnt am Zusammenfluss von Río Odiel und Río Tinto und reicht fast bis zum 11 km entfernten Mazagón, wo sich eine der beiden Hafenausfahrten befindet. Der Außenhafen verlädt vorwiegend Schüttgut und Petroleum, das zum Großteil noch vor Ort weiterverarbeitet wird. Über eine Auto- und Eisenbahnbrücke über den Río Tinto ist der Außenhafen mit der Stadt und den anderen Hafenanlagen verbunden. Eine zweite Hafenausfahrt führt durch das Marschland (Marisma) in der Nähe von Punta Umbría ins Meer.
Aus der Zeit, in der hauptsächlich die Briten den Hafen für den Abtransport nutzten, sind vor allem noch die beiden ehemaligen Kais zu sehen: Der Kai Riotinto (benannt nach der Firma, nicht nach dem Fluss, da er sich auch im Fluss Odiel befindet), der heute wieder zugänglich ist, sowie dem Kai Tharsis, der auf der anderen Seite des Odiel zu sehen ist. Dieser ist stark einsturzgefährdet und kann nicht betreten werden.

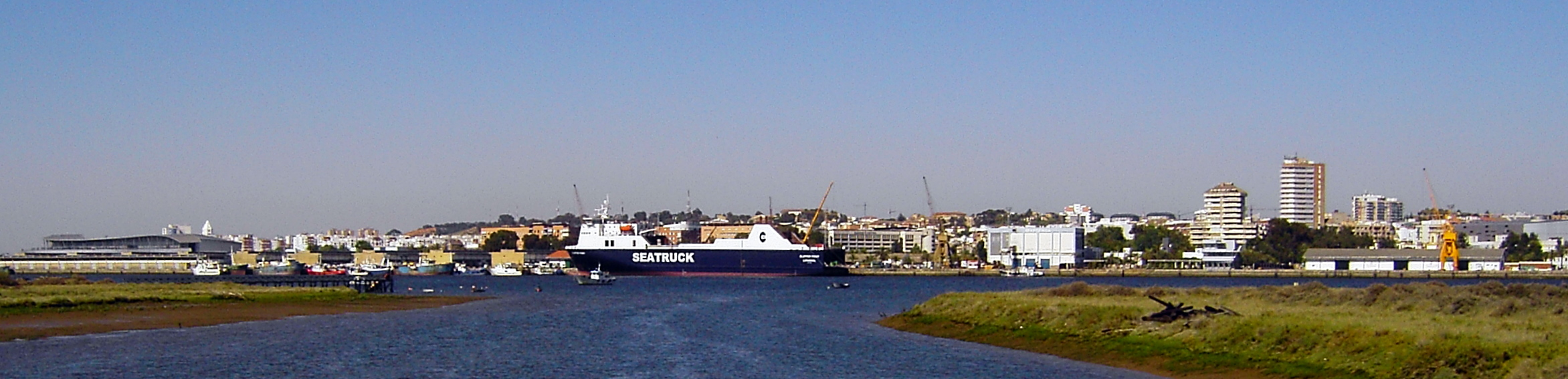
Panoramablick auf den Innenhafen und die Werften.

#### Luftverkehr
Die nächstgelegenen Flughäfen sind Sevilla und Faro (Portugal), beide ca. 80 km entfernt. Es wird darüber diskutiert, ob es planerisch und wirtschaftlich sinnvoll ist, in Huelva einen Flughafen zu bauen. Pläne dazu gibt es. Als mögliche Standorte sind Gebiete südlich von Gibraleón und ein weiteres etwas nördlichen von Lepe im Gespräch. Anfängliche Vorschläge in der Nähe von Almonte oder südlich von Valverde tauchen in den aktuellen Diskussionen nicht mehr auf, da es einerseits einen militärischen Luftraum und andererseits den Nationalpark Doñana berühren würde.
Als potenzielle Klientel des Flughafens werden Charterflüge ins Auge genommen, die vorwiegend für Stadtbewohner und Wochenendurlauber gedacht sind. Viele der umliegenden Golfplätze würden davon profitieren. Im Gespräch sind außerdem Frachtflüge von Huelva nach Moskau, um dort eine noch unerschlossene reiche russische Oberschicht mit frischen Erdbeeren zu versorgen. Zudem erhofft man sich regen Geschäftsflugverkehr mit positiven Folgen für die wirtschaftliche Entwicklung der Region.

### Öffentliche Einrichtungen

#### Museen

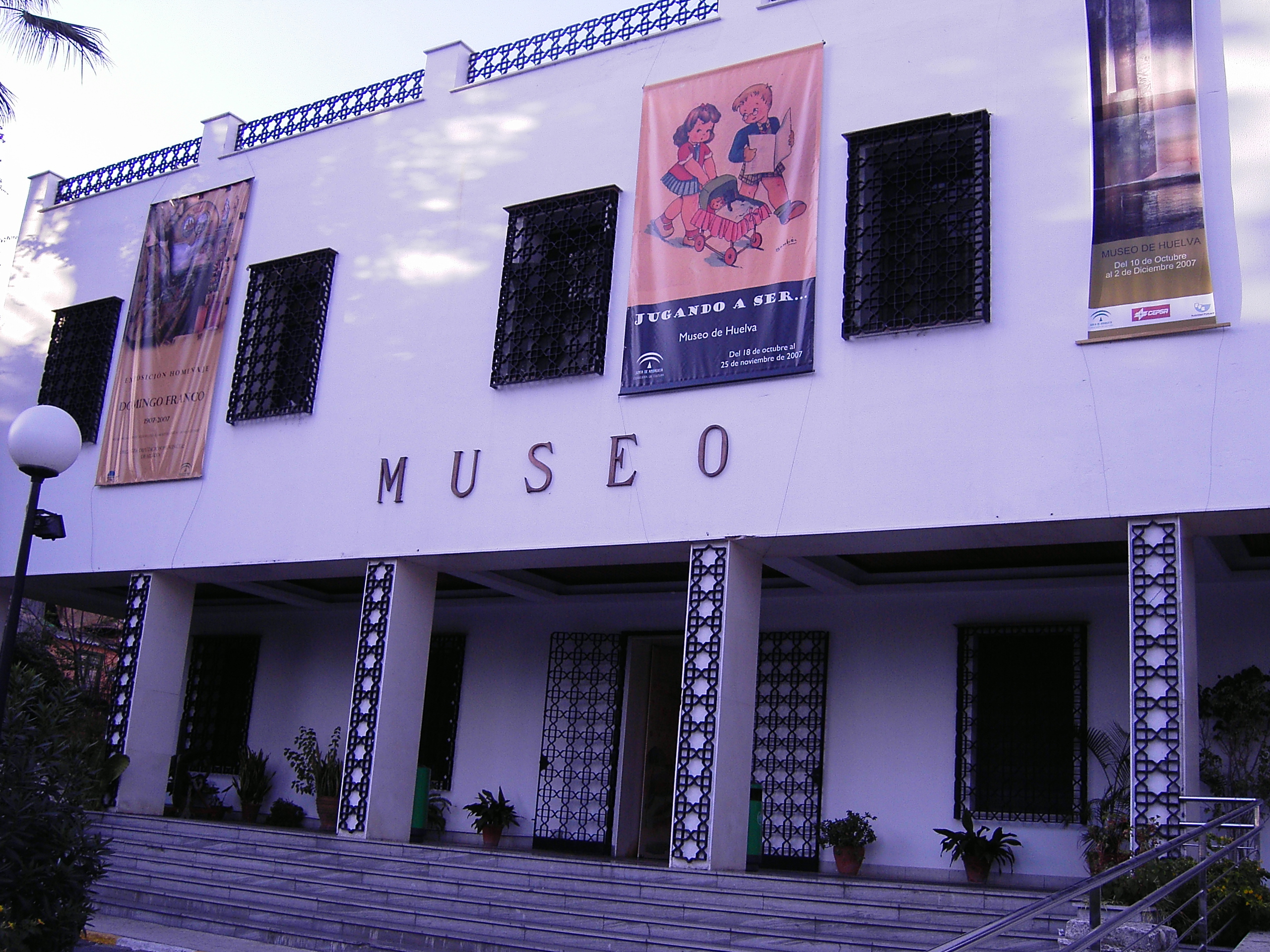
Das Provinz-Museum

- Museo Provincial

mit Abteilungen Archäologie und Schöne Künste. Große Sammlung an Gegenständen tartessischer Herkunft und aus der Dolmen Kultur. Gemälde verschiedener Künstler und Epochen, vor allem jedoch Vázquez Díaz.
- Kolumbusmuseum in La Rabida mit drei Nachbauten der Schiffe Kolumbus’

#### Universität

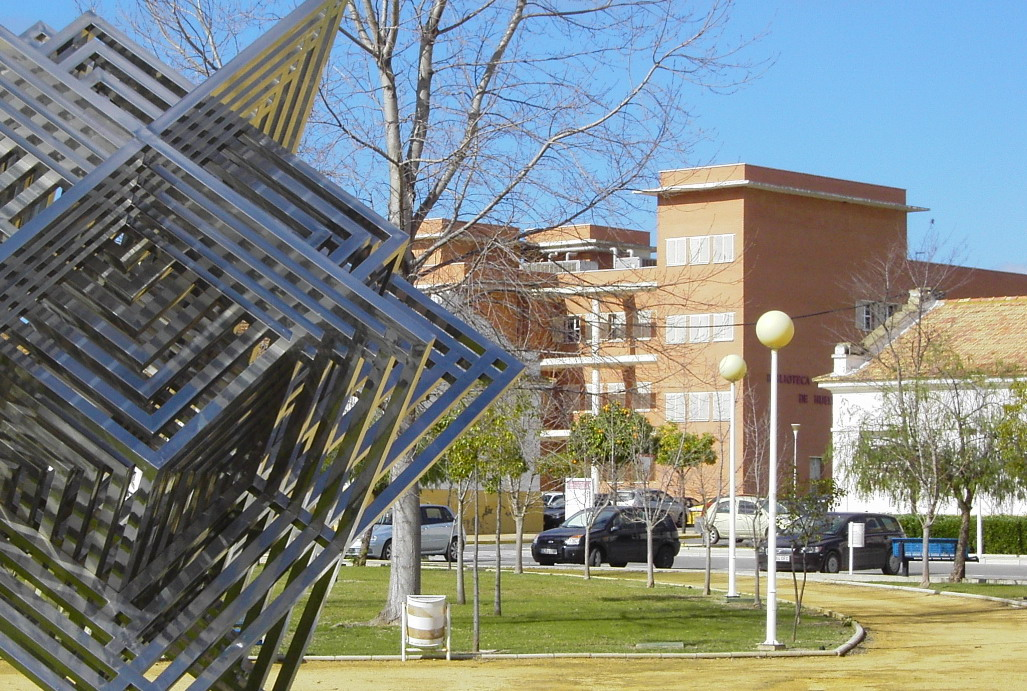
Bibliothek auf dem Campus del Carmen

Die Universität von Huelva wurde Mitte der 1990er gegründet und befindet sich an vielen Stellen noch im Aufbau. Ca. 10.500 Studierende waren im Wintersemester 07/08 eingeschrieben, darunter rund 220 Erasmus-Studenten aus fast allen EU-Ländern.
Der Lehrsatz der Universität lautet: Universitas Onvbensis Sapere Avde (Universität von Huelva, wage es deinen Verstand zu gebrauchen)
Das Angebot der Universität umfasst:
- Hochschule für Polytechnik
- Krankenschwesterausbildung
- Soziale Arbeit
- Bildungswissenschaften
- Arbeitswissenschaften
- Wirtschaftswissenschaften
- Experimentalwissenschaften
- Rechtswissenschaften
- Humanwissenschaften

#### Grünflächen

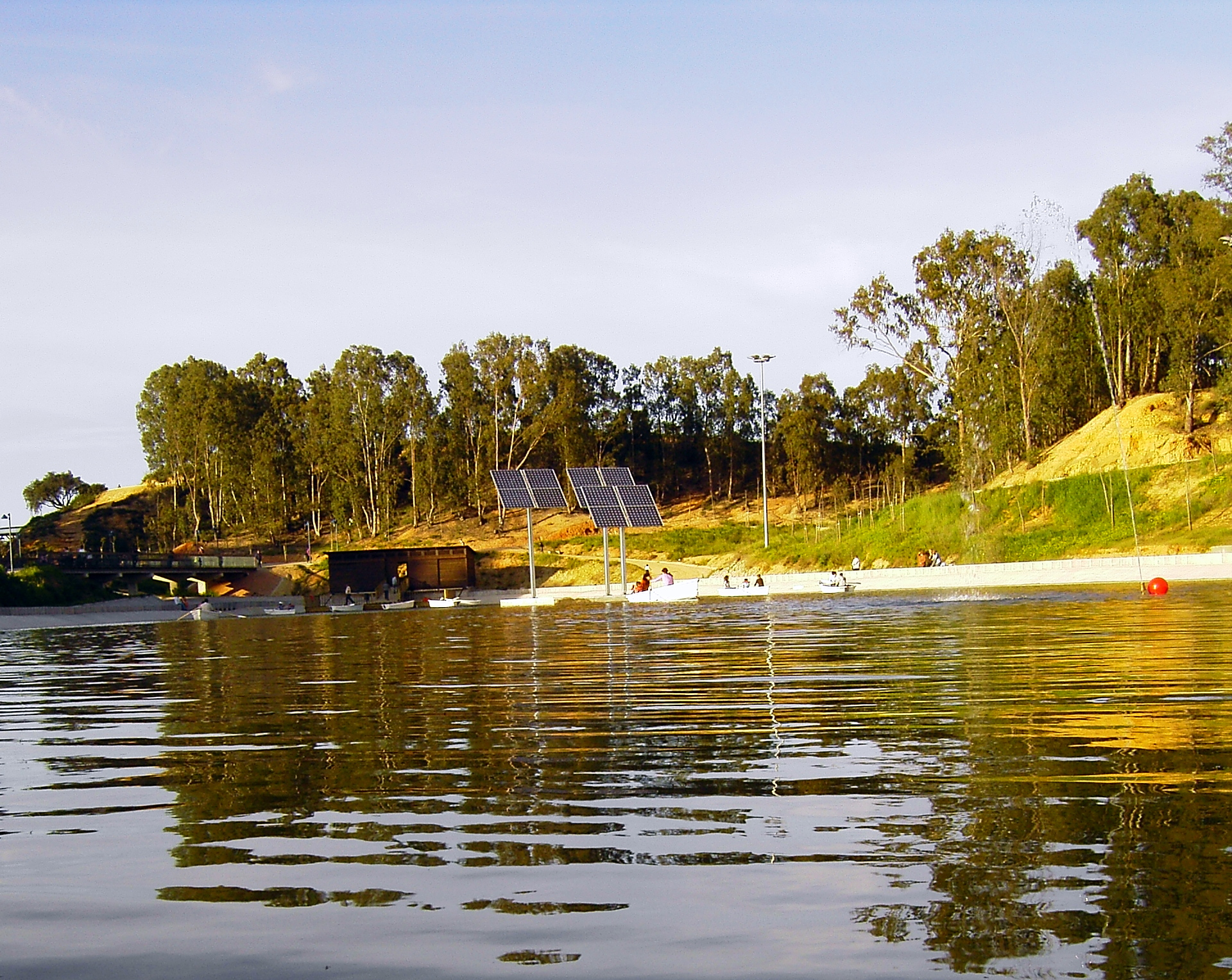
Parque Moret, die grüne Lunge der Stadt

- Park Moret: mit 17ha der größte urbane Park in Andalusien. Ausgestattet mit Grillplätzen, Kinderspielplätzen, Restaurant (in Planung), Skater-Bahn und künstlichem See. Mit wunderschönem Blick auf das Marisma de Odiel.
- Park Alonso Sanchez: Nahe der Innenstadt gelegen hat man von hier aus einen fantastischen Blick über die Stadt bis hin zu den Industrieanlagen und Punta Umbría.

## Sport

### Fußball

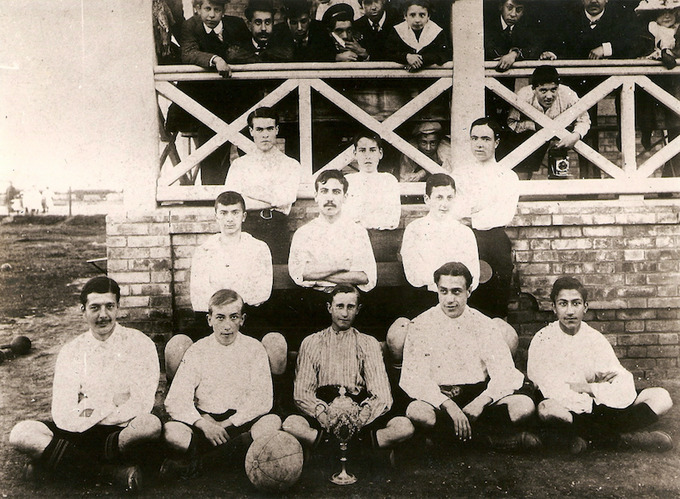
Eines der ersten Fotos der Recre-Mannschaft (1906).

- Stadion Nuevo Colombino, HaupttribüneEines der ersten Fotos der Recre-Mannschaft (1906).Recreativo Huelva (von span. Club Recreativo, zu dt. „Erholungsverein“) spielt in der Segunda División B Gruppe IV, ähnlich der dritten Liga in Deutschland, also der dritthöchsten spanischen Liga. Es ist der älteste noch existierende, spanische Fußballverein, gegründet 1889 (in der Casa Colón), weshalb er neben der Abkürzung Recre auch unter dem Beinamen Decano bekannt ist. Das Stadion Nuevo Colombino befindet sich am Ufer des Rio Odiel, nahe dem Zentrum der Stadt.

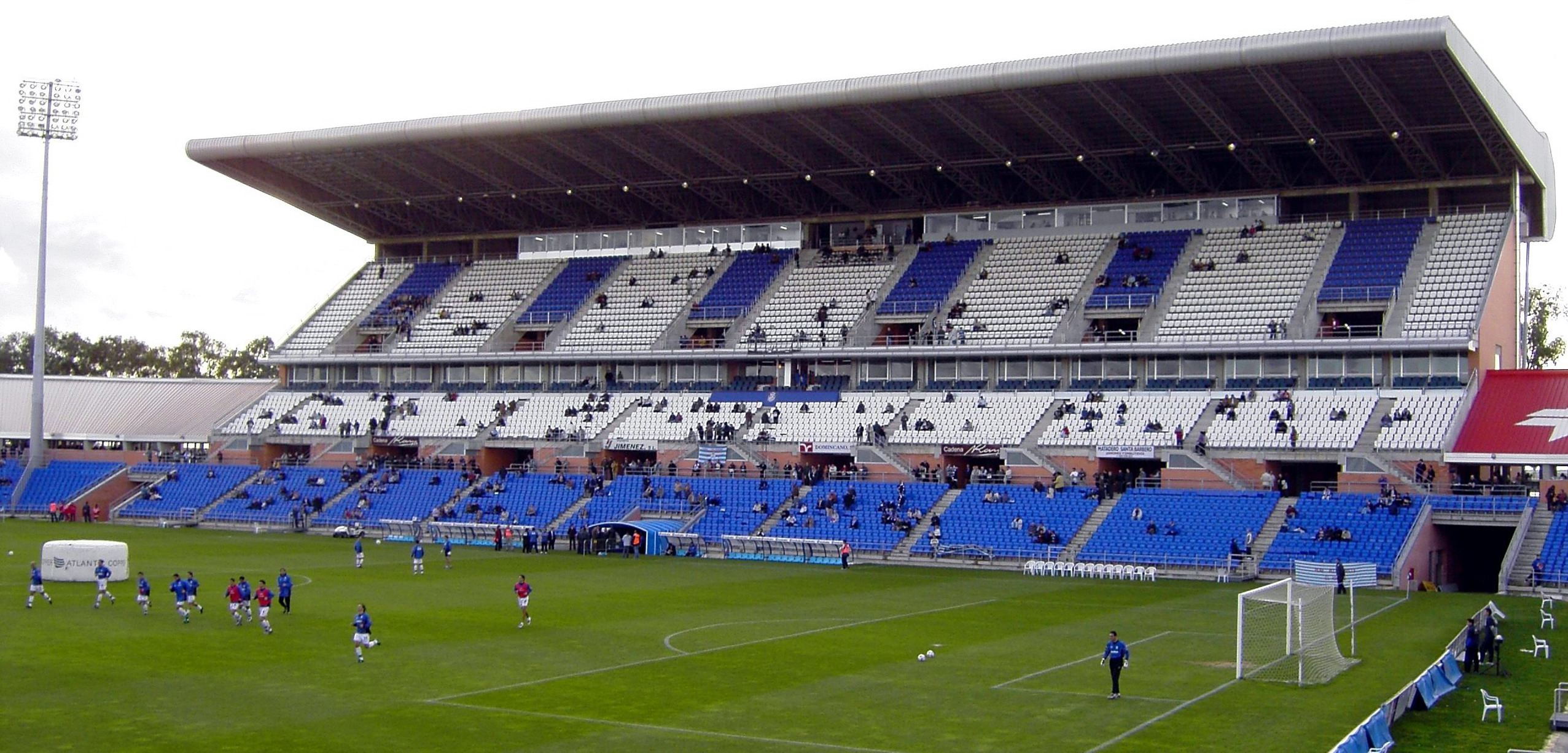
Stadion Nuevo Colombino, Haupttribüne

- Sporting Club de Huelva spielt in der höchsten spanischen Frauen-Fußballliga

### Basketball
- Der inzwischen aufgelöste Basketballverein CB Ciudad de Huelva spielte eine Saison in der höchsten spanischen Basketball-Liga, der Liga ACB. Mit Club Baloncesto Huelva la Luz gibt es seit 2008 einen neuen Basketballclub in der Stadt.

### Andere Sportvereine
- Real Club Recreativo de Tenis de Huelva (Tennis)(gegründet 1890 und somit der älteste Tennis-Club des Landes)
- Real Club Marítimo de Huelva (Segel- und Ruder)
- Club Rugby Tartessos Huelva (Rugby)
- Aguas de Huelva de Voley (Volleyball)
- Club Rítmico Colombino de gimnasia rítmica (Turnen)
- Club Esgrima Huelva (Fechten)
- Huelva Sailors de Fútbol Americano (American Football)
- CB IES La Orden (Badminton) (höchste Spanische Spielklasse)
- Club Deportivo Masterhuelva (Schwimmen)
- Judo Club Torii (Judo)

## Sehenswürdigkeiten

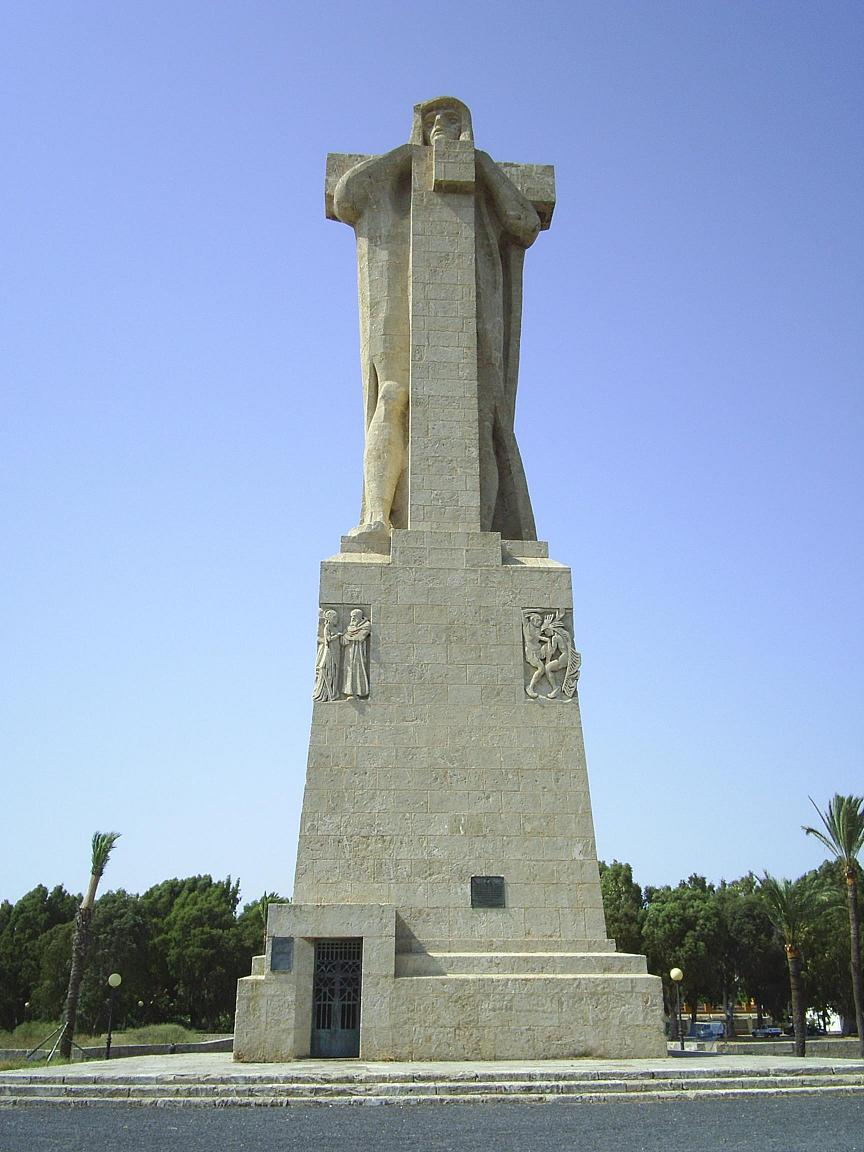
Statue zum Gedenken an Kolumbus

- Statue von Christoph Kolumbus Am östlichen Ende der Stadt, auf der Landzunge Punta del Sebo, wurde 1929 ein von der amerikanischen Bildhauerin Whitney entworfene Statue zu Ehren Kolumbus’ errichtet. Es ist ein Geschenk des Amerikanischen Staates an das spanische Volk. Die Statue steht genau an der Stelle, wo Rio Tinto und Rio Odiel zusammen fließen. Unweit von hier startete Kolumbus in Richtung Indien und entdeckte Amerika. Die Statue schaut in Richtung Süden, der heutigen Hafenausfahrt. Kolumbus allerdings nahm eine alte, heute nicht mehr existierende Hafenausfahrt in westlicher Richtung. An jeder Ecke der Statue sind Figuren in den Stein gemeißelt. Darunter die mexikanischen Könige, die spanische Krone und die katholische Kirche.
- Stierkampfarena
- Bis September 2008 war der Mercado El Carmen zu besichtigen. Jeden Morgen boten hier vor allem Fischer ihr Waren an (montags kein frischer Fisch). Aber auch Erdbeeren, Citrus-Früchte, Brot und Fleisch konnte man hier erwerben. Der älteste Markt Huelvas (erbaut 1868) wurde im Herbst 2008 geschlossen und durch den Neubau gegenüber der Hauptpost ersetzt. An die Stelle des alten Marktes wurde eine repräsentative Plaza Mayor (Hauptplatz) gebaut.
- Vor dem Stadion Nuevo Colombino findet jeden Freitagvormittag ein Flohmarkt (rastro) statt. Hier bieten vor allem Migranten ihre Waren an; meist sehr niedrige Qualität zu angemessenen Preisen.

### Kirchen

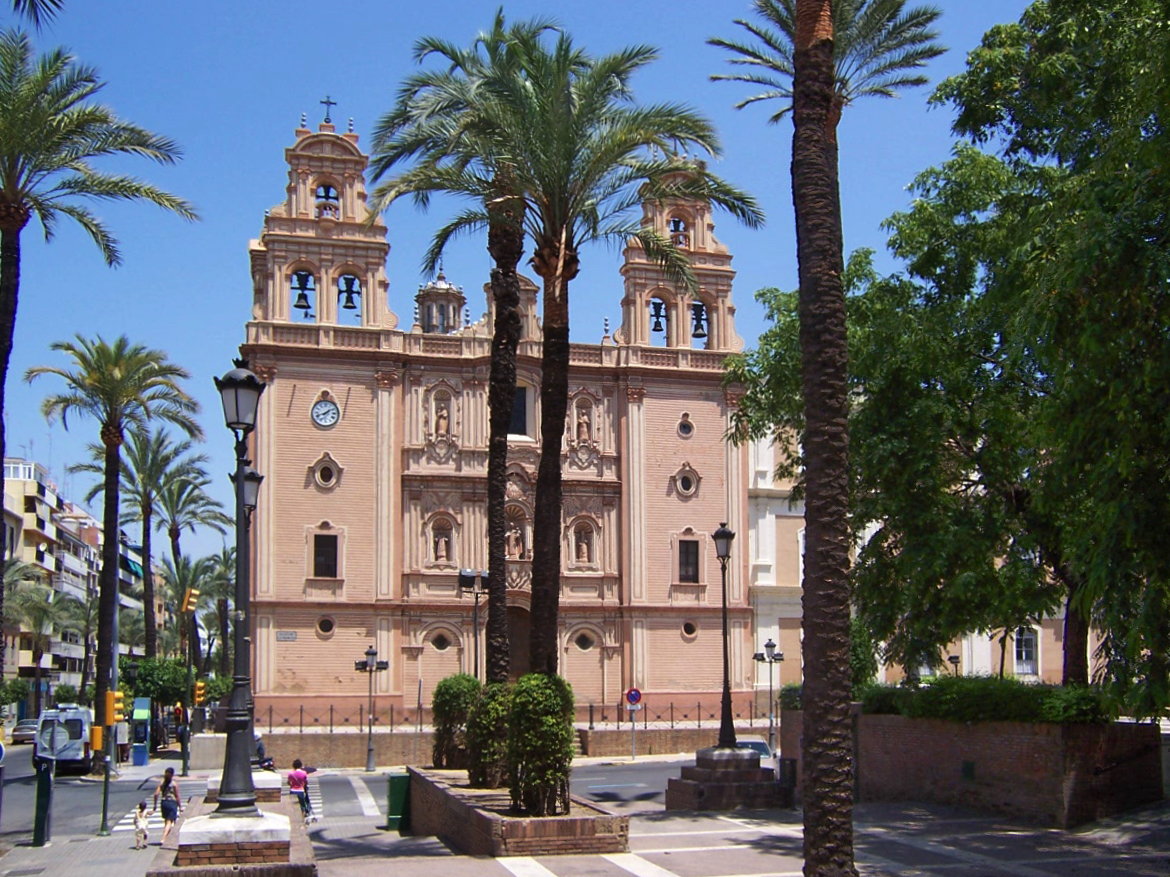
Die Kathedrale la Merced

- Kathedrale La Merced: Baubeginn im Jahre 1605 und 1953 zur Kathedrale umgewandelt, erst 1970 fertig gestellt. Besonders interessant sind die elegante Fassade, ein Holzschnitt des Cristo de Jerusalem und die Statue der Virgen de la Cinta, Schutzpatronin der Stadt, vermutlich von Montañes. Der Anbau, welcher heute als Universitätscampus genutzt wird, war früher ein Kovent, später ein Hospital. Zu jeder vollen Stunde schlagen die Glocken der Kathedrale Fandango, einer regionalen Variante des Flamencos
- San-Predro-Kirche: (15.–16. Jahrhundert) Sie wurde auf den Resten einer ursprünglich mudejaren Moschee erbaut; später wurden einige Veränderungen im Barock-Stil vorgenommen, wie z. B. der Turm. Es ist die älteste Kirche der Stadt.
- Concepción-Kirche; Im 16. Jahrhundert erbaut und 1755, nach dem Erdbeben von Lissabon, wiederaufgebaut, scheint dies die erste Kirche Spaniens zu sein, die der unbefleckten Empfängnis Marias gewidmet wurde. Im Inneren sind mehrere Gemälde Zurbaráns sowie ein prächtiges Chorgestühl zu sehen.
- Sanktuarium Nuestra Señora de la Cinta; 15.–18. Jahrhundert. Schönste Kirche der Stadt, mit einigen Verzierungskacheln, die an Kolumbus erinnern, der sich hier nach seiner ersten Amerika-Reise beim Herrn für seine gesunde Rückkehr bedankte.

### Plätze

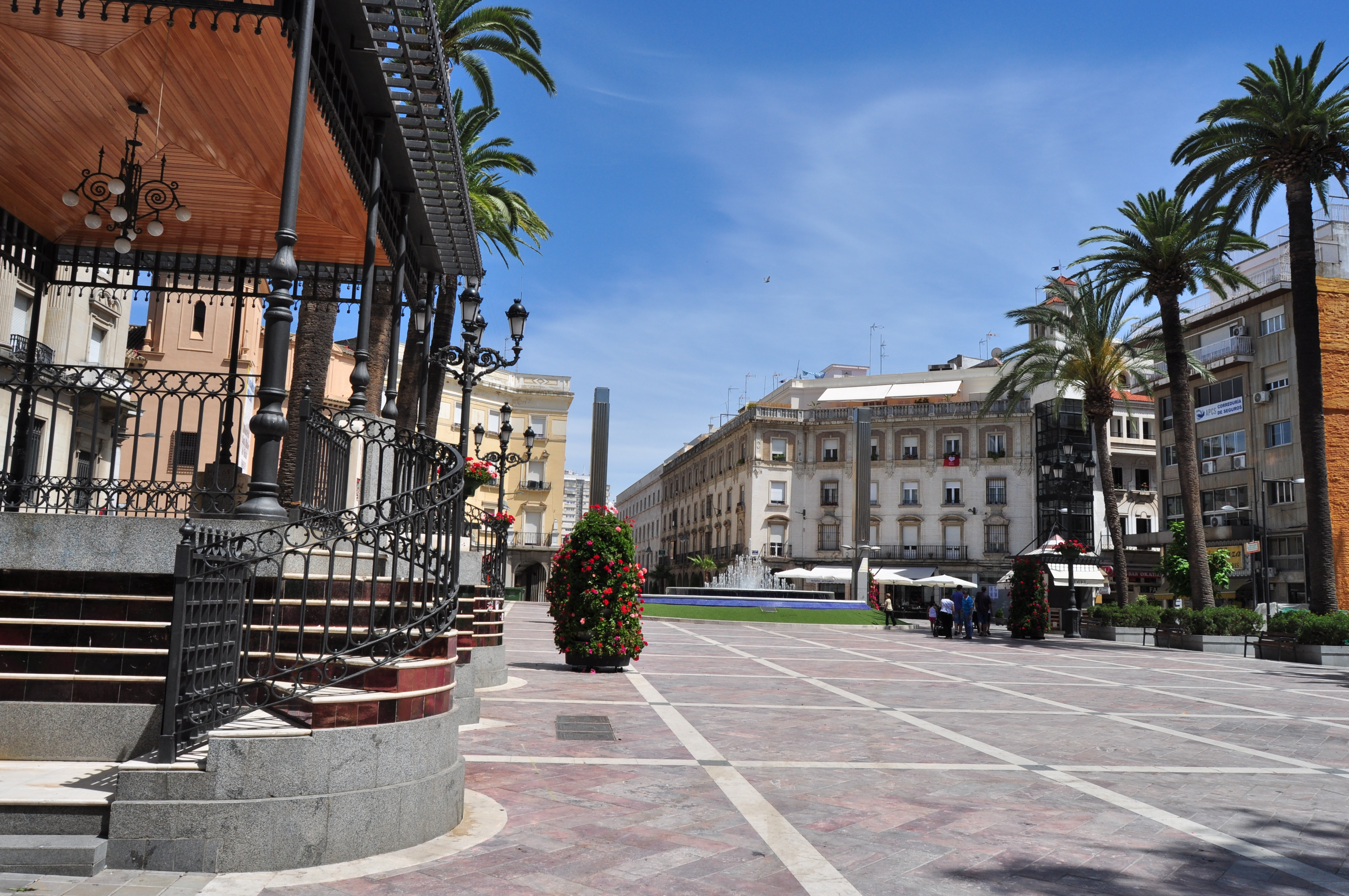
Das Zentrum der Stadt, die Plaza de las Monjas

- Plaza de las Monjas: Der Platz der Nonnen war bis zum Erdbeben 1755 der Gemüsegarten des Klosters. Später wurden hier die traditionellen Stierkämpfe ausgetragen. Heute ist der Platz einer der zentralen Treffpunkte der Stadt. Seit der Renovierung von 2006 voller Glanz und mit einer städtischen Touristeninformation.
- Plaza de la Palmera: Bereits zu Zeiten der Römer war hier der Treffpunkt der Stadt. Heute vor allem Treffpunkt für Jugendliche. Viele Bars und Restaurants befinden sich in der Nähe.

### Das römische Huelva
Vom römischen Huelva ist nicht mehr viel zu besichtigen.
- Am (nordwestlichen) Eingang zum Campus del Carmen können alte römische Funde in einem Monument betrachtet werden.
- In der Innenstadt nahe der Plaza de las Monjas, im Modegeschäft Sfera, können durch einen Panzerglasboden Ausgrabungen aus römischer Zeit angeschaut werden.

### Das britisch-industriell geprägte Huelva

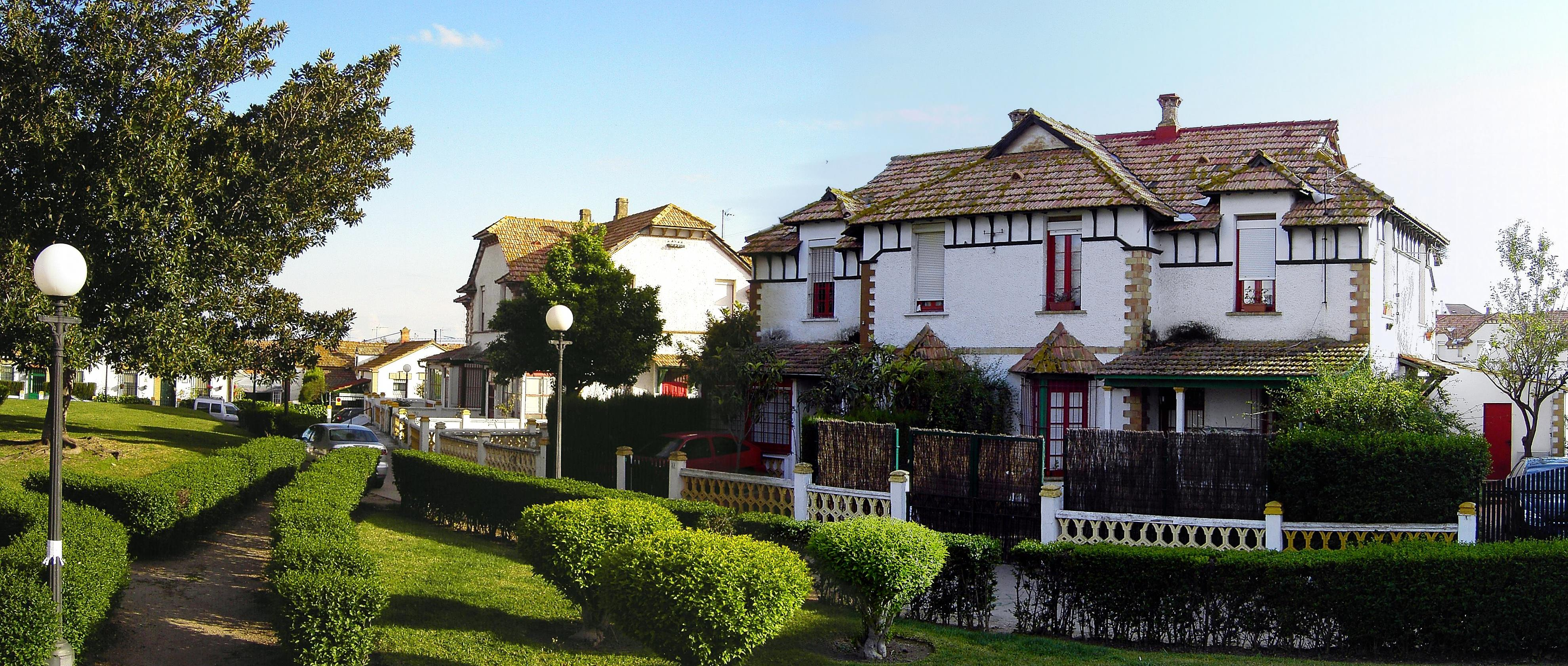
Engl. Arbeiterviertel (Barrio Reina Victoria)

- Arbeiterviertel Reina Victoria (Barrio Obrero): Gruppen von Einfamilienhäusern im englischen Baustil. Wurde 1917 vom alten Bergbauunternehmen Rio Tinto Company Limted für seine Arbeiter und vorwiegend englischen Ingenieure erbaut. Das Viertel war bis in die 70er Jahre von einer Mauer und einem Wachdienst umgeben, um die reicheren (heut meist spanischen) Einwohner zu schützen. Damals gab es auch eine komplette eigene Infrastruktur, wie zum Beispiel Lebensmittelläden, Verwaltung, Kindergarten, Schule und einen Fußballplatz.
- Casa Colón: Ebenfalls vom alten Bergbauunternehmen errichtet, befand sich hier die Verwaltung und der Geschäftssitz des Unternehmens. Das aus den 1870er Jahren stammende Gebäude wird heute als Kongresszentrum und Veranstaltungsort genutzt und war bis vor 15 Jahren ebenfalls ummauert.
- Muelle Tinto: Der Tinto-Kai im Hafen der Stadt zeugt ebenfalls von der industriellen Vergangenheit. Hier wurde 2007 ein alter Verladekai restauriert und begehbar gemacht. Die Konstruktion diente früher dazu Mineralien und abgebauten Rohstoffe von Eisenbahnwaggons auf Schiffe zu verladen. Der Kai ist nach der Firma Río Tinto und nicht nach dem Fluss Río Tinto benannt und befindet sich genau genommen am Fluss Odiel.

### Touristeninformationen
- Eine Touristeninformation der Junta de Andalucía (Regionalregierung von Andalusien) mit Informationen über Huelva und ganz Andalusien findet sich in der Innenstadt gegenüber dem Gran Teatro. Plaza Alcalde Coto de Mora 2. Öffnungszeiten Mo–Fr 9–19:30 Uhr / Sa, So, Feiertag 10–14 Uhr
- Auf der Plaza de las Monjas befindet sich eine Touristeninformation der Stadt. Nur im Sommer geöffnet.
- Gegenüber dem Einkaufszentrum El Corte Inglés, in der Nähe des Barrio Obrrero, befindet sich eine weitere Touristeninformation.

### In der Nähe

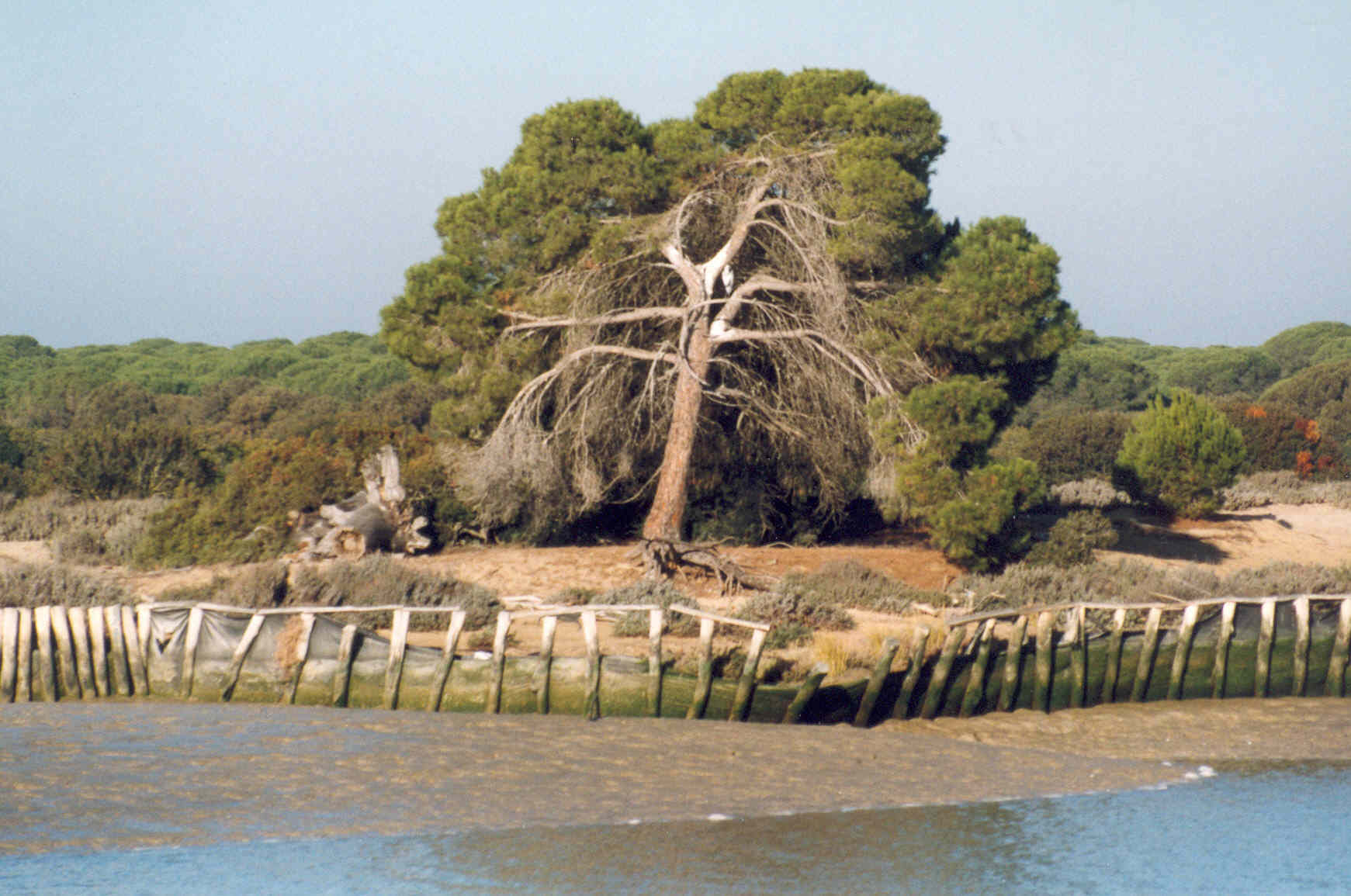
Nationalpark Doñana

- Punta Umbría
- Nationalpark Coto de Doñana
- Minas de Riotinto

## Kultur

### Feiertage und regelmäßige Veranstaltungen

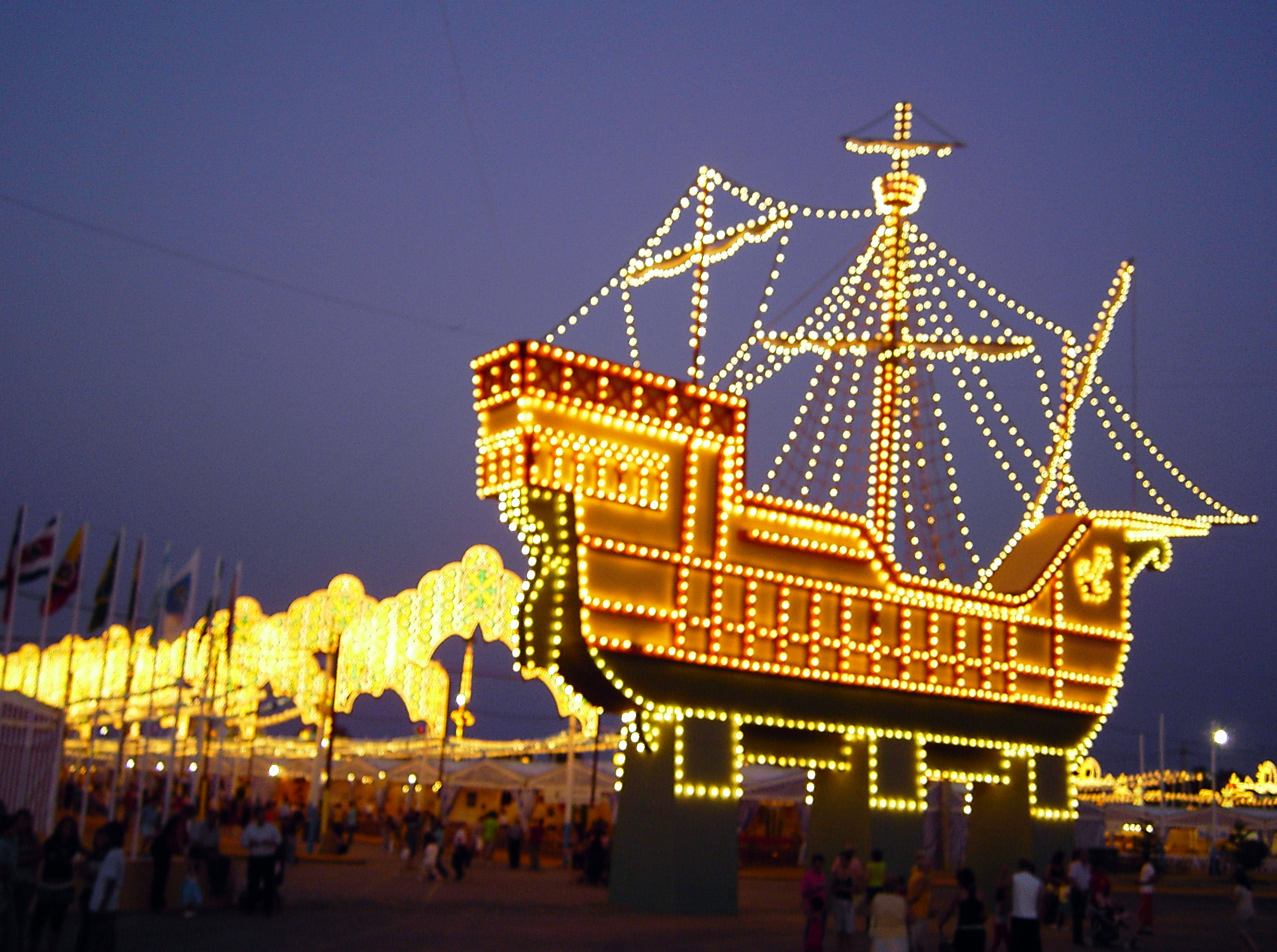
Kolumbus-Feierlichkeiten 2007

- Sehr berühmt ist der Karneval in Isla Cristina und Ayamonte, wo die traditionellen Gruppen sog. comparsas und chirigotas einen eigenen, von Karneval in Cádiz verschiedenen Stil haben. Auch in Huelva wird dieser Stil gefeiert. Karnevalssamstag gibt es in der Innenstadt einen Umzug mit anschließender Feier auf der Avd. de Andalucia.
- Die Semana Santa (Karwoche) ist in der Provinzhauptstadt, wie in allen anderen andalusischen Städten, das größte Fest des Jahres.
- Es gibt zahlreiche Wallfahrten; die wichtigste ganz Andalusiens ist nur einige Kilometer von Huelva entfernt, in El Rocío zu finden (Pfingsten).
- In der letzten Juliwoche und der ersten Augustwoche finden die Fiestas Colombinas statt, Feiern zu Ehren von Christoph Kolumbus.
- Am 8. September wird der Schutzpatronin Virgen de la Cinta zu Ehren gefeiert.
- Eine Woche lang findet im Dezember das Iberoamerikanische Filmfestival statt.

### Partnerstädte
- Cádiz, Spanien
- Faro, Portugal
- Houston, Vereinigte Staaten
- New Jersey, Vereinigte Staaten
- Viganella, Italien
- Genua, Italien

### Sprache
In Huelva wird ein Dialekt des Andalusischen gesprochen.
In Restaurants und Hotels wird außerdem Englisch gesprochen, die Mehrheit der Spanier hat jedoch nur Basiskenntnisse des Englischen. Deutsch, Französisch, Russisch und Portugiesisch werden zwar in Sprachkursen zum Beispiel an der Uni angeboten, aber auch hier sind meist nur Grundkenntnisse vorhanden.

### Medien
In Huelva werden vier regionale Tageszeitungen veröffentlicht:
- Huelva Información
- Odiel Información
- El Mundo Huelva Noticias
- Viva Huelva (kostenlos)

Außerdem existieren verschiedene TV-Kanäle mit Regionalausgaben der Stadt und der Region:
- Teleonuba
- Canal Noticias Huelva (CNH)
- Antena Huelva
- CRN Atlántico Televisión

Generell spielt in Spanien das Radio eine wichtige Rolle. Einige Nationale Sender senden Regionalversionen für die Provinz Huelva, des Weiteren gibt es eine Vielzahl von Regionalen Radiosendern, unter anderem folgende:
- Hispanidad Radio (101.8)
- Odiel Radio (104.1)
- RNE (88.0 y 95.2)
- Cadena Ser (98.1)
- Cadena COPE (MW)
- Canal Sur (97.3 und 104.5)
- Onda Cero (101.2)
- Melodia FM (89.9)

## Söhne und Töchter der Stadt
- Abū ʿUbaid al-Bakrī (1014–1094), andalusischer Geograph und Historiker
- José Gálvez Manzano (1930–2013), Karambolagespieler und Weltmeister
- José Luis Gómez (* 1940), Schauspieler und Regisseur
- Alberto Bernabé Pajares (* 1946), Altphilologe und Religionshistoriker
- Vicenç Acuña i Requejo (* 1946), Musikpädagoge und Komponist
- Niño Miguel (1952–2013), Flamenco-Gitarrist
- Martirio (* 1954), Sängerin
- Trinidad Bonachera (* 1961), Kulturwissenschaftlerin
- Sixto Jiménez (* 1962), Beachvolleyballspieler
- Arcángel (* 1977), Flamenco-Sänger
- María Hesse (* 1982), Illustratorin und Schriftstellerin
- Carlos Longo (* 1982), Badmintonspieler
- Rocío Márquez (* 1985), Flamenco-Sängerin
- Álvaro Robles (* 1991), Tischtennisspieler
- Carolina Marín (* 1993), Badmintonspielerin
- Juan Manuel González Limón (* 1994), Volleyballspieler
- Daniel Serrano Rodríguez (* 2002), Handballspieler

## Trivia

### Der Mann, den es nie gab

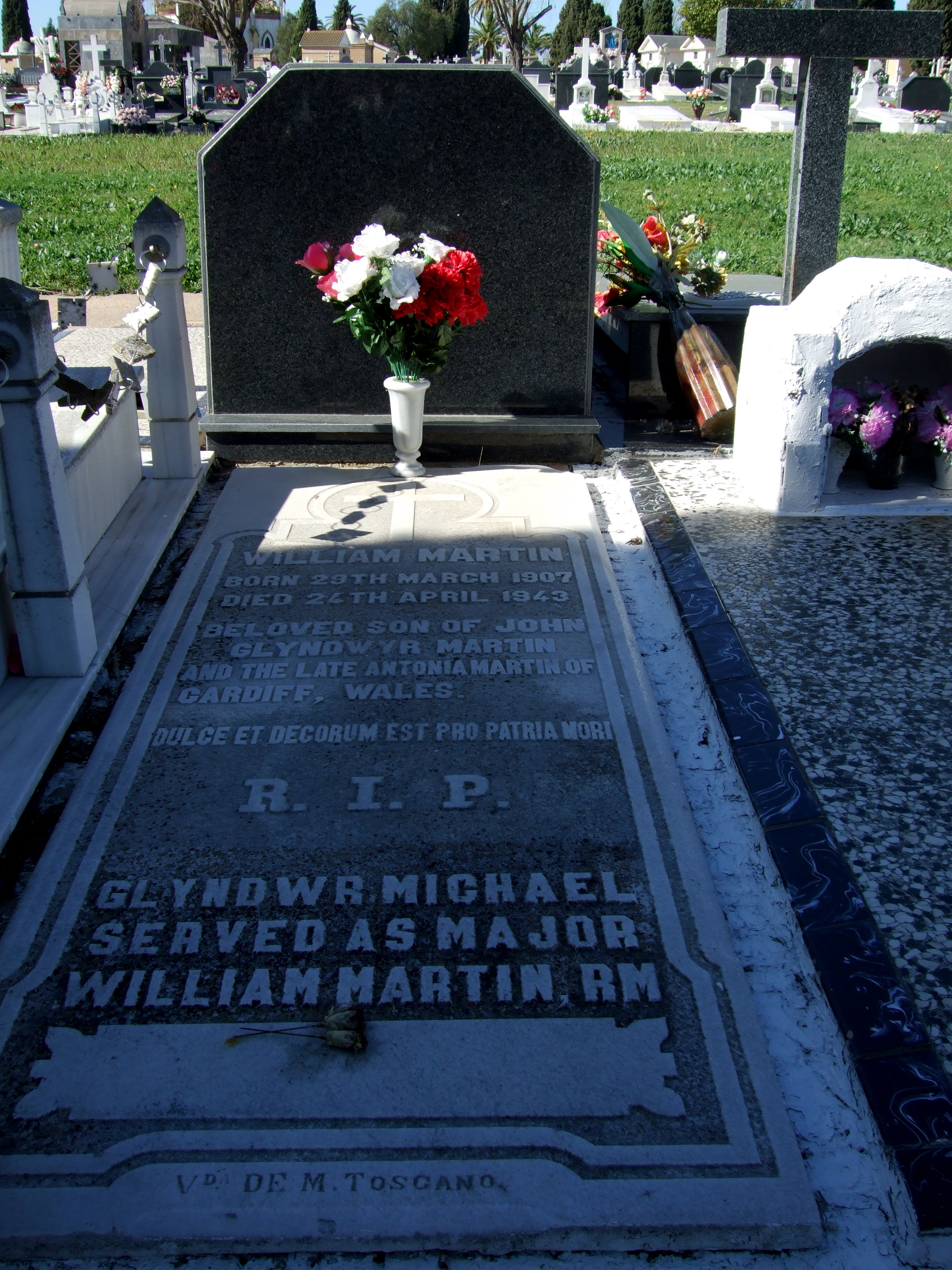
Das Grab des Mannes, den es niemals gab

→ Militärischer Beschreibung im Artikel der Seraph
→ Verfilmung: Der Mann, den es nie gab (1956)
Im Jahre 1943 gab es auch in Huelva einige Agenten aus Nazi-Deutschland, da General Franco weiterhin mit den Achsenmächten sympathisierte und sich somit nicht neutral verhielt. Der deutsche Afrikafeldzug war verloren und die Alliierten hatten die dortigen deutsch-italienischen Kräfte am 13. Mai zur Kapitulation zwingen können. Der nächste logische Schritt war eine Invasion der Alliierten an der schwer zu verteidigenden mediterranen Südflanke der Achse. Dieser Umstand war natürlich der deutschen Abwehr lange vor der Niederlage in Afrika bekannt. Die Frage war also nicht, ob die Alliierten in Südeuropa angreifen, sondern wo genau.
Vor diesem geschichtlichen Hintergrund fand Ende April des Jahres 1943 ein spanischer Fischer eine Leiche im Wasser vor Punta Umbría. Die Leiche trug eine Uniform der Royal Marines und den Namen Major William Martin. Deutsche Angehörige der Wehrmacht untersuchten die Leiche und Dokumente, die diese bei sich trug. Diese Dokumente zeigten Angriffsdetails der Alliierten Truppen auf dem Balkan und Sardinien.
Nach der Übersendung der Informationen an das Hauptquartier in Berlin veranlasste Hitler den Abzug mehrerer Einheiten von Sizilien, wo man vorher die Landung der Alliierten erwartet hatte. Kurze Zeit später, am 10. Juli 1943, sollte sich herausstellen, dass diese ursprünglichen Informationen die richtigen waren und man auf ein Täuschungsmanöver hereingefallen war.
Über die Herkunft der Leiche gibt es verschiedene Vermutungen. Die verbreitetste Version besagt, dass es sich um einen walisischen Landstreicher, neueren Informationen nach um einen beim Untergang der Dasher ertrunkenen Seemann handelte. Anderen Berichten zufolge handelte es sich um einen portugiesischen Fischer, der tot von der Seraph aufgefunden, entsprechend präpariert, und kalkuliert vor der Küste von Huelva ins Wasser geworfen wurde. Das Grab, in dem der Leichnam des fiktiven Major William Martin ruht, befindet sich noch heute auf dem Friedhof von Huelva.
Das Grab wurde jahrzehntelang im Spätsommer blumenüberhäuft aufgefunden. Dieses Mysterium war lange Zeit ungeklärt, bis man in den 1990er Jahren herausfand, dass eine in Huelva lebende Tochter eines im Krieg gefallenen britischen Soldaten dieses Grab verwendete, um ihren Vater, dessen Leiche niemals gefunden wurde, zu betrauern. Jedes Jahr an seinem Geburtstag kam sie auf den Friedhof und schmückte das Grab. Für diese jahrzehntelangen Dienste wurde sie mit der britischen Verdienstmedaille ausgezeichnet.